# طيران جول ترانسبورتيس الرحلة 1907
تصادم ماتو غروسو الجوي هو تصادم جوي بين طائرتي بوينغ 737-800 التابعة لشركة جول لينهاس ايريس الرحلة 1907 وطائرة إمبراير ليجاسي 600 التابعة لطيران أكسل الرحلة 600 علي أرتفاع 370 ألف قدم فوق غابة الأمازون وعلي بعد 200 كم شرقي كويابا، البرازيل في 29 سبتمبر 2006 عندما أصطدم ذيل الجناح الأيسر لطائرة إمبراير ليجاسي 600 التابعة لطيران أكسل الرحلة 600 بمنتصف الجناح الأيسر لطائرة بوينغ 737-800 التابعة لجول لينهاس ايريس الرحلة 1907.

## بولار للشحن الجويالرحلة 071

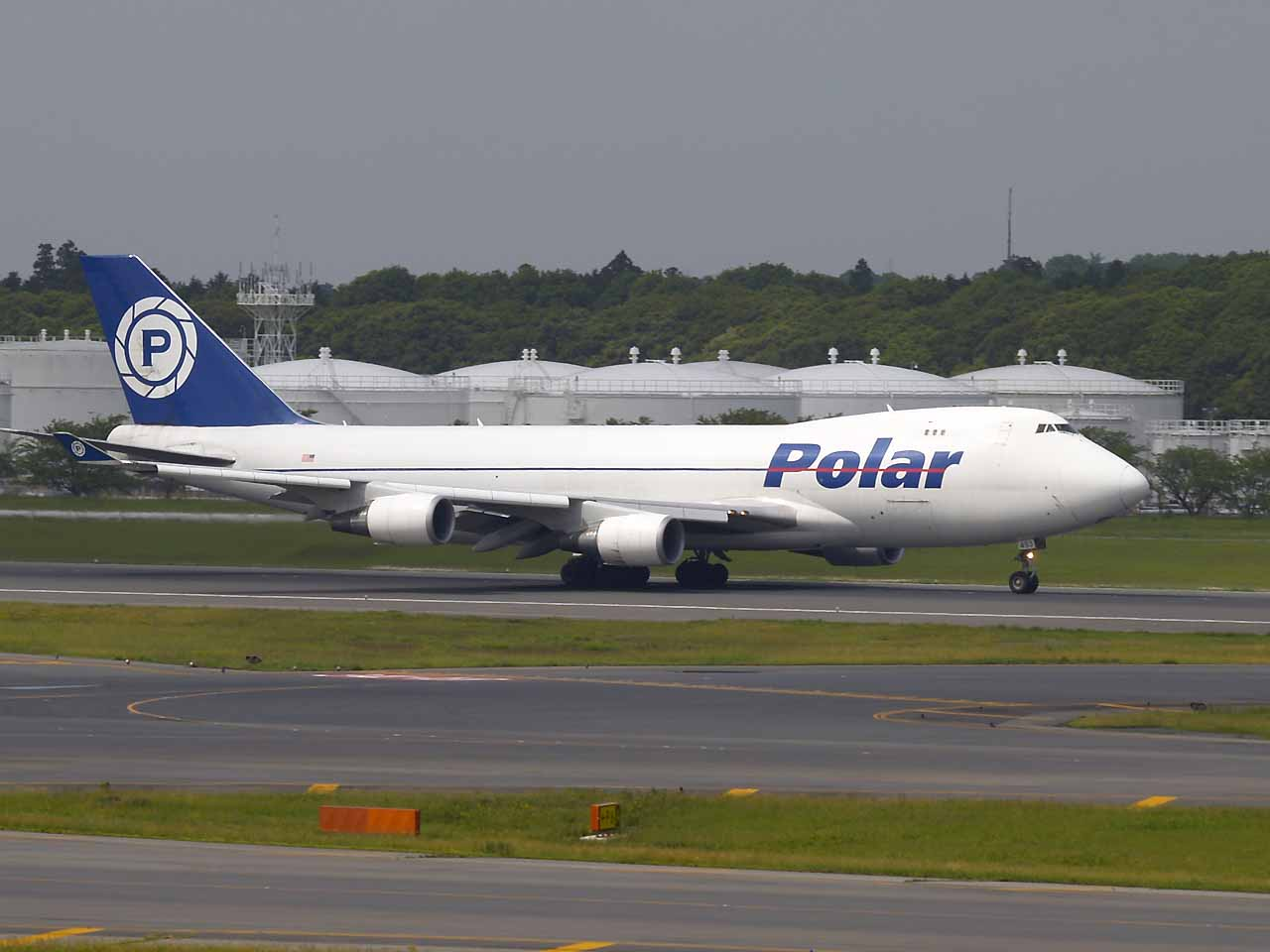
طائرة بوينغ 747-46NF التابعة لشركة بولار للشحن الجوي الرحلة 071 في مطار ناريتا الدولي في 26 مايو 2008

كان المراقبين الجويين في مطار برازيليا الدولي متوترون فاتصلوا بطائرة بوينغ 747-46NF التابعة لشركة بولار للشحن الجوي الرحلة 071 (رقم التسجيل :N453PA) وحددت طائرة الشحن الجوي الأمريكية موقع الطائرتين وكانت جول لينهاس ايريس الرحلة 1907 فقد تحطمت في غابة الأمازون وقتل جميع كل من علي متنها أما طيران أكسل الرحلة 600 فقد هبطت في قاعدة جوية عسكرية برازيلية تدعي باسم (مطار كاتشيمبو حاليا) بمدينة سيرا دو كاتشيمبو ونجا جميع كل من علي متنها وكان أسوء حادث طيران وتصادم جوي في البرازيل وقارة أمريكا الجنوبية.